# Alfred Asikainen
Alfred Johan „Alppo” Asikainen (ur. 2 listopada 1888 w Wyborgu, zm. 7 stycznia 1942 w Mäntsälä) – zapaśnik reprezentujący Finlandię, brązowy medalista olimpijski ze Sztokholmu, mistrz świata z Helsinek.
Asikainen wygrał turniej w wadze średniej w stylu klasycznym na VII Mistrzostwach Świata w Helsinkach. Był to jedyny medal mistrzostw świata zdobyty przez tego zawodnika.
W turnieju wagi lekkiej w stylu klasycznym na V Letnich Igrzyskach Olimpijskich w Sztokholmie dotarł do rundy finałowej. W pierwszym spotkaniu tej rundy walczył z Estończykiem Martinem Kleinem, reprezentującym Rosję. Walka trwała 11 godzin i 40 minut i przeszła do historii jako najdłuższa walka zapaśnicza wszech czasów. Trzeba zaznaczyć, że walka odbyła się na zewnątrz, w pełnym słońcu. Asikainen ostatecznie przegrał i zdobył brązowy medal.